# 白乳玉螺
白乳玉螺，又名梨形乳玉螺 Polinices mammilla (Linnaeus, 1758):157 、白玉螺，是玉螺科乳玉螺属的一种。

## 分佈
本物種見於台灣海峽及台灣北部海域、新加坡、马来西亚及印度尼西亚。
常栖息在浅海沙底。